# Sibyrtius

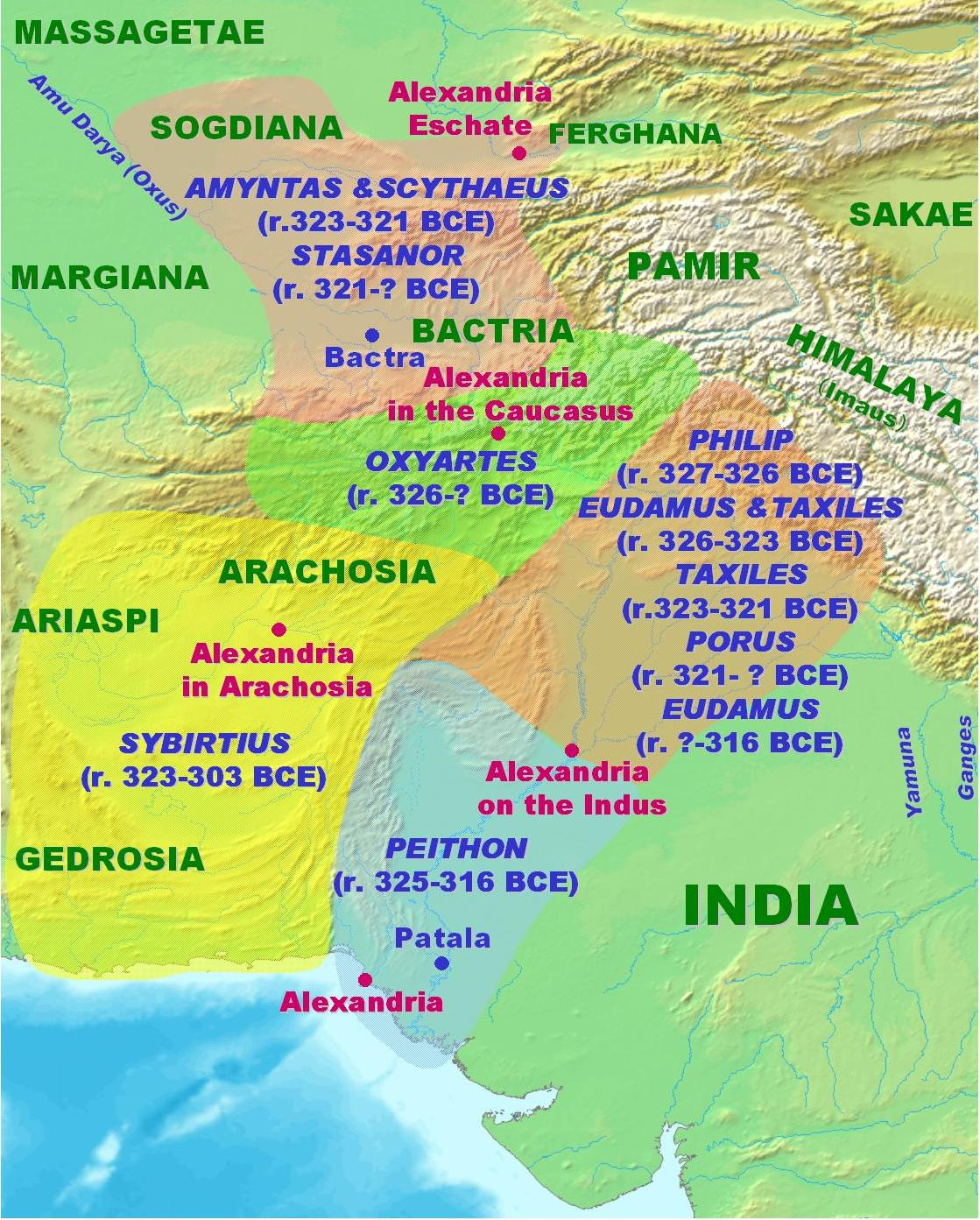
Sibyrtius was de satraap van Arachosië en Gedrosië na de dood van Alexander de Grote.

Sibyrtius (Grieks: Σιβύρτιος) was een officier afkomstig van Kreta die in dienst was van Alexander de Grote. Kort na diens dood werd hij de satraap van Arachosië en Gedrosië.
Nadat hij een aantal jaren in Alexanders leger had gediend, werd Sibyrtius door Alexander aangeduid als gouverneur van de provincie Carmania. Kort hierna verwisselde Sibyrtius deze post met die van de belangrijkere satrapieën van Arachosië en Gedrosië. 
Na de dood van Alexander in 323 v.Chr. behield Sibyrtius zijn satrapieën, wat opnieuw bevestigd werd bij Triparadisus.
In de daaropvolgende verdeeldheid over de oostelijke satrapieën was Sibyrtius een van de aanhangers van Peucestas tegen Peithon en Seleucus, en steunde daarna samen met Peucestas Eumenes in diens strijd tegen Antigonos in 317 voor Christus. Zijn steun ging uit naar Peucestas, niet naar Eumenes, en bij Peucestas' intriges tegen zijn commandant steunde Sibyrtius hem zo sterk dat hij Eumenes' woede op zijn hals haalde. Eumenes wilde hem zelfs veroordelen, maar Sibyrtius vluchtte weg.
Sibyrtius' breuk met Eumenes had het voordeel dat hij nu de gunst van Antigonos had gekregen, die, na de nederlaag van zijn rivaal, Sibyrtius zijn provincie liet behouden, en plaatste een groot deel van de Argyraspides onder zijn leiding. Antigonos zei dat hij dit deed om de oostelijke provincies te beschermen tegen de Indiërs, maar in werkelijkheid was dit omdat hij de trouw van deze soldaten in vraag stelde, aangezien zij Eumenes aan hem hadden verraden. 
Arrianus vermeldt dat de historicus Megasthenes voor een tijdje op Sibyrtius' hof verbleef, waarmee hij suggereert dat deze laatste zijn post nog lange tijd behield.